# Матале
Матале — город в центральной части Шри-Ланка, 142 км от Коломбо и 26 км от Канди. Центр округа Матале
в Центральной провинции. Город и его окрестности имеют большое культурно-историческое значение.
С севера около города расположен храм Алувихара, где был записан на пальмовых листьях палийский канон. Неподалёку от храма Алувихара находятся несколько пещер с уникальными фресками.
В 1848 году в Матале вспыхнуло восстание, и произошло сражение между британским гарнизоном и повстанцами, которые осадили англичан и удерживали город. Руководители восстания, Веер Пуранаппу и Гонгалегода Банда, считаются национальными героями Шри-Ланка.
В 1860 году в городе англичане основали христианскую церковь.

## Достопримечательности
- храм Алувихара
- Муниципальный парк
- Памятник Веера Пуранаппу
- Старый вокзал 1880 года
- Церковь
- Индийский храм, в котором проводятся праздники
- Часовая башня

## Галерея
- Индуистский храм
- Автобусный вокзал
- Часовая башня